# نوكيا X7

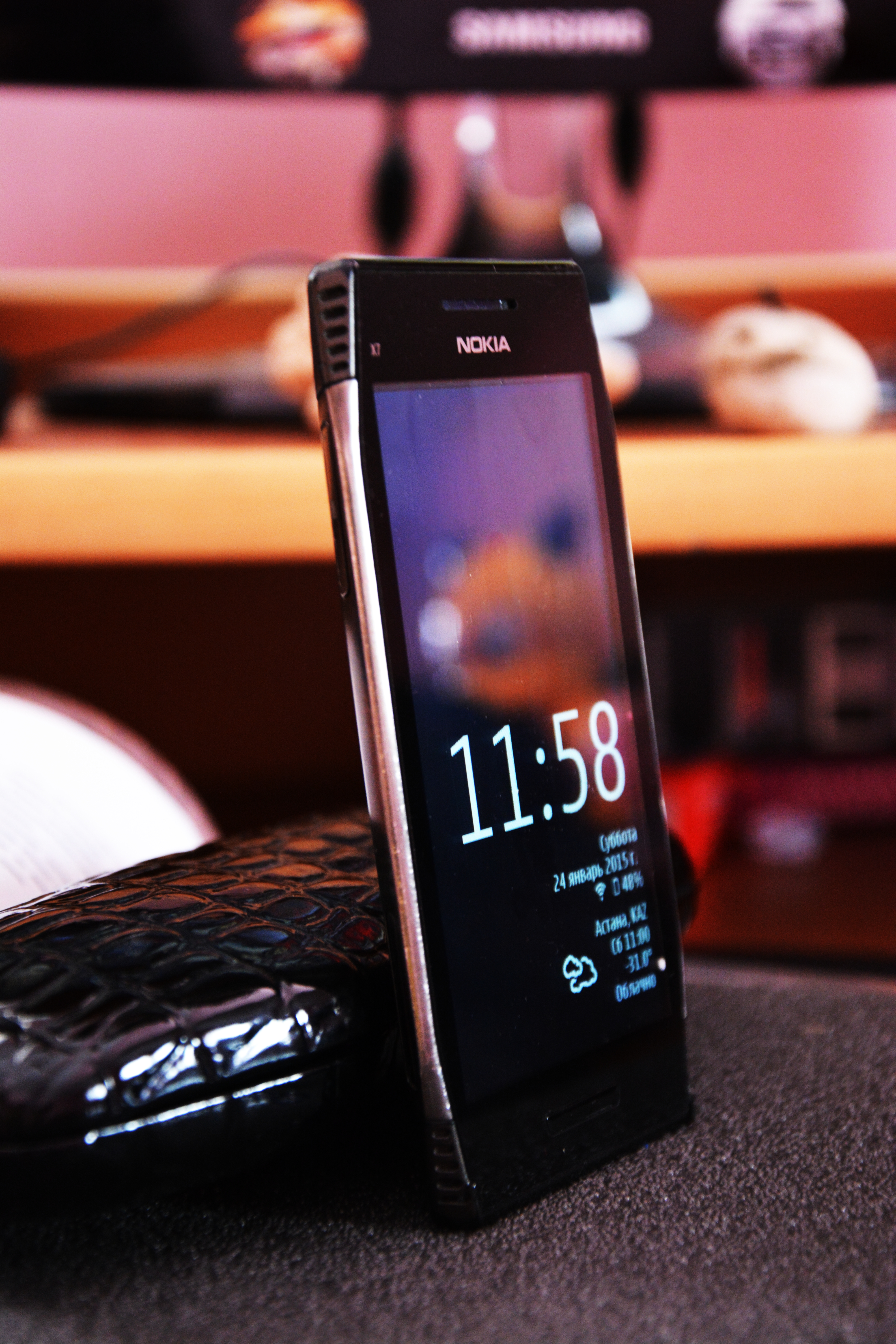

نوكيا x7 يعتبر واحد من هواتف المقدمة لدي نوكيا إذ إنه يمتاز بالعديد من المواصفات التي جعلته يعتلي قمة الهواتف المصنعة لدى نوكيا ويتشابة هذا الهاتف من حيث الاتصال كثيراً بمواصفات الهاتف نوكيا N8 مع الفرق الوحيد بينهما الكاميرا والتي تبلغ عند الأخير 12 ميغا بكسل وعدم وجود برنامج مرسل اف أم.